# Bozağakaraderbent, Pülümür
Bozağakaraderbent là một xã thuộc huyện Pülümür, tỉnh Tunceli, Thổ Nhĩ Kỳ. Dân số thời điểm năm 2010 là 20 người.